# بریود
بریود (به فرانسوی: Brioude) یک کمون در فرانسه است که در canton of Brioude-Nord واقع شده‌است.

## خصوصیات
بریود ۱۳٫۵۲ کیلومترمربع مساحت و ۶٬۶۷۰ نفر جمعیت دارد.

## خواهرخوانده
شهرهای گنزاگا، لمباردی و Suzzara خواهرخوانده‌های بریود هستند.